# Hoshihananomia katoi
Hoshihananomia katoi is een keversoort uit de familie spartelkevers (Mordellidae). De wetenschappelijke naam van de soort is voor het eerst geldig gepubliceerd in 1957 door Nakane & Nomura.